# 4月29日 (旧暦)
旧暦4月29日（きゅうれきしがつにじゅうくにち）は、旧暦4月の29日目である。年によっては4月の最終日となる。六曜は友引である。

## できごと
- 承安3年（ユリウス暦1173年6月11日） - 僧・文覚が後白河法皇の法住寺殿に踏込み神護寺の再興を強訴したため捕縛される。後に伊豆へ流刑になる[要出典]。

## 誕生日
- 文永元年（ユリウス暦1264年5月26日） - 惟康親王、鎌倉幕府7代将軍（+ 1326年）
- 元和3年（グレゴリオ暦1617年6月2日） - 前田利次、 大名・富山藩主(初代)・前田利常(加賀藩3代藩主)の子（+ 1674年）
- 安政2年（グレゴリオ暦1855年6月12日） - 田口卯吉、経済学者・歴史家（+ 1905年）
- 安政4年（グレゴリオ暦1857年5月22日） - 大和田建樹、国文学者・歌人・『鉄道唱歌』作詞（+ 1910年）